# Pubertad (cuadro de Munch)
Pubertad (en noruego: Pubertet) es una pintura de 1894–95 de Edvard Munch, pintor noruego destacado en el arte expresionista. Pubertad también fue reproducida en litografía y aguafuerte por Munch.

## Génesis

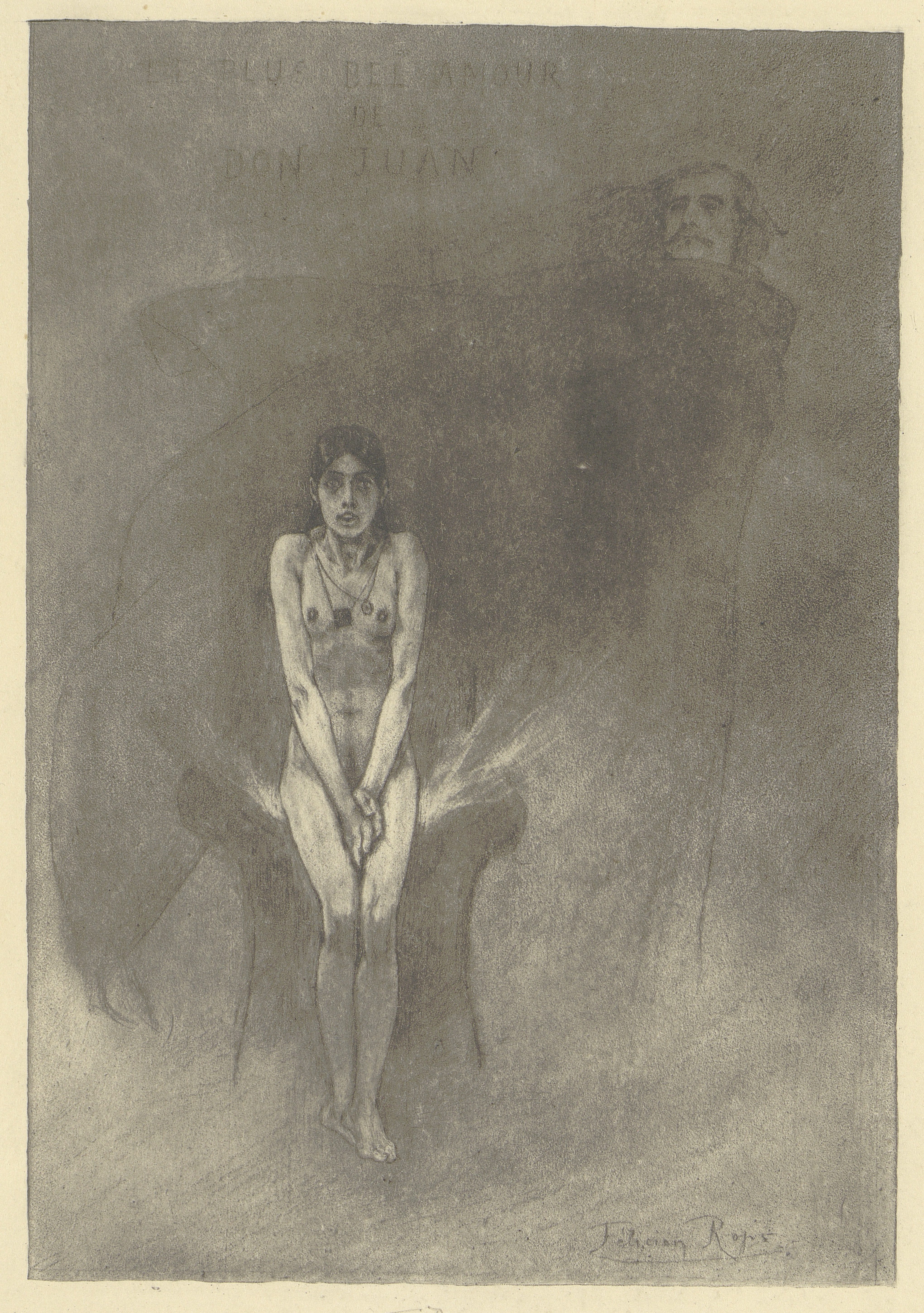
Félicien Rops, "Le plus Bel Amour de Don Juan"
(El amor más grande de Don Juan), aguafuerte, 1882.

Munch afirmó no haber sido influido por el trabajo del artista ilustrador belga Félicien Rops, específicamente el aguafuerte "Le Plus Bel Amour de Don Juan" (El amor más grande de Don Juan), publicado como ilustración en el libro de Jules Barbey d'Aurevilly Les Diaboliques en 1882 (basado en un dibujo anterior). A pesar de ello, críticos del arte e historiadores han notado semejanzas de manera consistente, empezando por Przybyszewski (1894) en la primera publicación dedicada a Munch. Munch había empezado a crear su serie de piezas denominadas Pubertad alrededor de sus 25 años de edad, aproximadamente desde finales de la década de 1880 hasta mediados de la de 1890. En este tiempo Munch ya se había establecido como artista destacado en Berlín, y residía en esta ciudad a menudo ya que allí se encontraba su nueva fama y su círculo de amigos. A este nuevo grupo de amigos se le considera como la causa del empujón de Munch más allá de su estado mental sexualmente deprimido. Munch permitió que esta depresión sexual aflorara en Pubertad y, tal como en otros trabajos creados más adelante, esta pieza fue plasmada mediante un simbolismo que refleja el crecimiento de esos persistentes sentimientos a lo largo de diez años. Este estado de depresión sexual no solo destaca por haberse presentado dentro de su círculo de amigos, sino además porque en aquel tiempo los investigadores de la psicología también sentían curiosidad sobre el tema, habiendo escrito recientemente sobre sus investigaciones acerca de las etapas y el comienzo de la pubertad en adultos jóvenes.

### Tema
La pintura de Munch muestra a una chica muy joven desnuda sentada en el borde de una cama, con sus piernas cerradas y juntas. Los brazos se cruzan sobre el pubis y las manos descansan delante de su cuerpo; una sobre la rodilla, y la otra sobre el muslo derecho. Mira directamente al frente con los ojos muy abiertos. Su boca está cerrada y su cabello largo cuelga sobre los hombros. La luz, tenue, entra desde la izquierda, y detrás de ella crece una sombra oscura y siniestra. El tema de la obra se considerada a menudo como un símbolo de ansiedad y miedo, una jovencita despertando a su sexualidad, iniciando los cambios físicos y psicológicos que una persona joven experimenta en la adolescencia.

#### Otros comentarios
- Arne Eggum ha declarado en un comentario publicado en The Masterworks of Edvard Munch con respecto a Pubertad que Munch no deseaba copiar la obra de Félicien Rops de 1886 Le Plus Bel Amour de Don Juan.[9]
- La pintura es un duplicado de otra más temprana destruida en un fuego, lo que reitera la confusión de la idea original de que Munch se inspiró para crear Pubertad.[10]
- Del mismo modo que la joven retratada en Pubertad, el mismo Munch tenía miedo al sexo luego de haber perdido la virginidad con la esposa de su primo.[11]

## Crecimiento artístico
La pubertad fue una chispa al comienzo del íntimo viaje emocional de Munch, debido a cómo retrata sus sentimientos en su arte.